# Mesopenaeus mariae
Mesopenaeus mariae is een tienpotigensoort uit de familie van de Solenoceridae. De wetenschappelijke naam van de soort is voor het eerst geldig gepubliceerd in 1982 door Pérez Farfante & Ivanov.